# This Is What I Do (album Sonny’ego Rollinsa)
This Is What I Do – album studyjny amerykańskiego saksofonisty jazzowego Sonny’ego Rollinsa, wydany z numerem katalogowym MCD-9310-2 w 2000 roku przez wytwórnię Milestone.

## Powstanie
Materiał na płytę został zarejestrowany podczas trzech sesji: 8 i 9 maja 2000 (utwory 1, 2, 4 i 6) oraz 29 lipca 2000 (utwory 3 i 5) w Clinton Recording Studios Nowym Jorku. Producentem muzycznym był Sonny Rollins, a współproducentem Lucille Rollins.

## Lista utworów
Opracowano na podstawie materiału źródłowego:
| Nr | Tytuł utworu                            | Muzyka                          | Długość |
| -- | --------------------------------------- | ------------------------------- | ------- |
| 1. | „Salvador”                              | Sonny Rollins                   | 7:52    |
| 2. | „Sweet Leilani”                         | Harry Owens                     | 7:01    |
| 3. | „Did You See Harold Vick?”              | Sonny Rollins                   | 9:19    |
| 4. | „A Nightingale Sang in Berkeley Square” | Manning Sherwin, Eric Maschwitz | 8:06    |
| 5. | „Charles M.”                            | Sonny Rollins                   | 10:16   |
| 6. | „The Moon of Manakoora”                 | Frank Loesser, Alfred Newman    | 5:45    |
|    |                                         |                                 | 48:19   |

## Twórcy
Opracowano na podstawie materiału źródłowego.
Muzycy
- Sonny Rollins – saksofon tenorowy
- Clifton Anderson – puzon (utw. 2, 3, 4 i 5)
- Stephen Scott – fortepian
- Bob Cranshaw – gitara basowa
- Jack DeJohnette – perkusja (utw. 1, 2, 4 i 6)
- Perry Wilson – perkusja (utw. 3 i 5)

Produkcja
- Sonny Rollins, Lucille Rollins – produkcja muzyczna
- Troy Halderson – inżynieria dźwięku
- John Abbott, Steve Maruta – fotografie